# Grum-Preis
Der Grum-Preis (Nagrada Slavka Gruma) ist ein slowenischer Dramenpreis, der nach dem slowenischen Dramatiker Slavko Grum benannt ist.

## Über den Preis
Der Grum-Preis wird seit 1979 alljährlich im Rahmen der Woche des slowenischen Dramas (Teden slovenske drame) im Prešeren-Theater (Prešernovo gledališče) in Kranj verliehen. Es handelt sich um die bedeutendste Auszeichnung, die in Slowenien für dramatisches Schaffen vergeben wird. Der Preis umfasst neben dem Dramentexten im engeren Sinn auch neue Formen dramatischen Schaffens, angenommen werden auch Manuskripte; es gibt keine genremäßige Beschränkung, seit 2002 werden aber Texte für Jugendtheater nicht mehr berücksichtigt. Beteiligen können sich alle Theater sowie freie Theatergruppen mit einer oder mehreren Produktionen auf Grundlage eines slowenischen Dramentextes. Die Jury nominiert zwischen drei und sieben Stücken für die engere Auswahl, wobei die nicht ausgezeichneten Nominierten in der Konkurrenz für die nächste Preisvergabe verbleiben. Da Dramatiker bei der Vergabe großer Preise wie dem Prešeren-Preis selten zum Zug kommen, hat der Grum-Preis eine besondere Bedeutung für die Schaffung öffentlicher Aufmerksamkeit für das Theaterschaffen und für die Evidentierung slowenischer Dramentexte, deren Zugänglichkeit in Buchausgaben nur selektiv gegeben ist.
Zusammen mit dem Grum-Preis wird im Rahmen der Woche des slowenischen Dramas auch der Preis für junge Dramatiker(Nagrada za mladega dramatika, erstmals 2012) sowie alle drei bzw. zwei Jahre eine Auszeichnung für Leistungen auf dem Gebiet der Dramaturgie (Grün-Filipičevo priznanje, seit 1979) vergeben. Der 1999 gestiftete große Preis der Woche des slowenischen Dramas für die beste Inszenierung wurde 2004 in Šeligo-Preis (Šeligova nagrada) umbenannt, 2006 wurde erstmals auch ein Publikumspreis vergeben.

## Träger des Grum-Preises
- 1979 – Dane Zajc, Voranc [Voranc]
- 1980 – Dušan Jovanović, Karamazovi [Die Karamasows]
- 1981 – Rudi Šeligo, Svatba (dt. Lenkas Hochzeit. Drama in vier Akten, aus dem Slowenischen von Klaus Detlef Olof. Graz: Droschl 1987)
- 1982 – Drago Jančar, Disident Arnož in njegovi [Der Dissident Arnož und die Seinen]
- 1983 – Dominik Smole, Zlata čeveljčka [Das goldene Schühchen]
- 1984 – Tone Partljič, Moj ata, socialistični kulak [Mein Vater, der sozialistische Kulak]

– – – – Rudi Šeligo, Ana (dt. Anna, aus dem Slowenischen von Erich Prunč)
- 1985 – Drago Jančar, Veliki briljantni valček [Der große Brillantwalzer]
- 1986 – Dane Zajc, Kalevala [Kalevala]
- 1987 – Jože Snoj, Gabrijel in Mihael [Gabriel und Michael]

– – – – Ivo Svetina, Biljard na Capriju [Billard auf Capri]
- 1988 – Sergej Verč, Evangelij po Judi [Das Evangelium nach Judas]
- 1989 – Drago Jančar, Zalezujoč Godota [Lauern auf Godot]
- 1990 – Dušan Jovanović, Zid – jezero (dt. Wand -See, aus dem Slowenischen von Klaus Detlef Olof)[5]
- 1991 – Milan Jesih, En sam dotik [Eine einzige Berührung]
- 1992 – Ivo Svetina, Vrtovi in golobica [Gärten und Täubchen]
- 1993 – Evald Flisar, Kaj pa Leonardo? [Und was ist mit Leonardo?]
- 1994 – Dušan Jovanović, Antigona [Antigone]
- 1995 – Drago Jančar, Halštat (dt. Hallstatt, aus dem Slowenischen von Nina Blažon. Ottensheim: Thanhäuser 1998)
- 1996 – Ivo Svetina, Tako je umrl Zaratuštra [So starb Zarathustra]
- 1997 – nicht vergeben
- 1998 – Matjaž Zupančič, Vladimir [Vladimir]
- 1999 – Zdenko Kodrič, Vlak čez jezero [Zug über den See]
- 2000 – Rok Vilčnik (rokgre), To [Das]
- 2001 – Zoran Hočevar, M te ubu! [Ich erschlag dich!]

– – – – Matjaž Zupančič, Goli pianist ali Mala nočna muzika [Der nackte Pianist oder Eine kleine Nachtmusik]
- 2002 – O. J. Traven (Dušan Jovanović), Ekshibicionist [Der Exhibitionist]
- 2003 – Matjaž Zupančič, Hodnik [Der Gang]
- 2004 – Evald Flisar, Nora Nora [Die verrückte Nora]
- 2005 – Matjaž Briški, Križ [Das Kreuz]
- 2006 – Matjaž Zupančič, Razred (dt. Die Klasse, aus dem Slowenischen von Erwin Köstler. Szenische Lesung am Wiener Volkstheater, 4. Dezember 2006 unter Mitwirkung des Übersetzers, Erstaufführung)[6]
- 2007 – Draga Potočnjak, Za naše mlade dame [Für unsere jungen Damen]
- 2008 – Rok Vilčnik (rokgre), Smeti na Luni [Der Müll auf dem Mond]
- 2009 – Simona Semenič, 5fantkov.si [5Jungs.si]

– – – – Žanina Mirčevska, Konec Atlasa [Das Ende des Atlas]
- 2010 – Ivo Prijatelj, Totenbirt [Totenbirt]

– – – – Simona Semenič, 24 ur [24 Stunden]
– – – – Ivo Svetina, Grobnica za Pekarno [Die Gruft hinter der Bäckerei]
- 2011 – Matjaž Zupančič, Shocking Shopping [Shocking Shopping]
- 2012 – Vinko Möderndorfer, Vaje iz tesnobe [Angstübungen]
- 2013 – Evald Flisar, Komedija o koncu sveta [Die Komödie vom Ende der Welt]
- 2014 – Vinko Möderndorfer, Evropa [Europa]
- 2015 – Simona Semenič, sedem kuharic, štirje soldati in tri sofije [sieben köchinnen, vier soldaten und drei sofias]
- 2016 – Rok Vilčnik (rokgre), Ljudski demokratični cirkus Sakešvili [Der volksdemokratische Zirkus Saakaschwili]
- 2017 – Simona Hamer, Razglednice ali strah je od znotraj votel, od zunaj pa ga nič ni [Ansichtskarten oder die Angst ist innen hohl, außen ist aber nichts zu sehen]
- 2018 – Vinko Möderndorfer, Romeo in Julija sta bila begunca [Romeo und Julia waren Flüchtlinge]
- 2019 – Nejc Gazvoda, Tih vdih [Stilles Einatmen]
- 2020 – Tjaša Mislej, Naše skladišče [Unser Depot]
- 2021 – Maja Šorli, Tega okusa še niste poskusili [Diesen Geschmack haben Sie noch nicht gekostet]